# Вбивство Ді Ді Бланшар
Клоддін «Ді Ді» Бланшар, до шлюбу Пітр (* 3 травня 1967 року в Чакбей, штат Луїзіана, США) — американська шахрайка, яка ізолювала, контролювала та роками змушувала свою дочку Джипсі Роуз Бланшар вдавати різноманітні важкі хвороби та інвалідність, щоб жити на державну допомогу та благодійні внески.
Вбита 48-річною у червні 2015 року Ніколасом Годеджоном за планом її дочки Джипсі-Роуз. Годежона засудили до довічного ув'язнення без права умовно-дострокового звільнення, а Джипсі-Роуз була звільнена умовно-достроково 28 грудня 2023 року, стала об'єктом уваги ЗМІ, включаючи кілька фільмів і телесеріалів.

## Передісторія

### Ді Ді Бланшар
Клоддін Пітр народилася в Чакбеї, штат Луїзіана, поблизу узбережжя Мексиканської затоки, 3 травня 1967 року першою з двох дітей Клода та Емми Пітр. Вона була переважно франко-канадського походження.
На прізвисько Ді Ді вона виросла разом із сім’єю в сусідньому Голден-Медоу. Родичі кажуть, що Ді Ді крала у своєї родини. Пізніше вони припустили, що це була форма відплати, коли «все пішло не так». Її мати Емма померла в 1997 році. У пізніших інтерв'ю її сім'я висловила підозру, що Ді Ді нехтувала Еммою і могла вбити її, відмовивши їй у їжі.
У якийсь момент на початку свого дорослого життя Ді Ді працювала помічницею медсестри разом з Крісті Бланшар і Лаурою Пітр. Коли їй було 23 роки, вона зустріла Рода Бланшара, якому тоді було 17, у барі для боулінгу. Вони одружилися 27 грудня 1990 року.
Незадовго до народження Джипсі в липні 1991 року пара розлучилася. Род сказав, що усвідомив, що «одружився з неправильних причин». Вони назвали свою доньку Джипсі-Роуз, тому що Ді Ді подобалося ім'я Джипсі, а Род був фанатом Guns N' Roses. Коли він відмовився повертатися, Ді Ді забрала новонароджену та знову переїхала жити зі своєю родиною.

### Джипсі-Роуз Бланшар
Основна стаття: Джипсі-Роуз Бланшар
За словами Рода Бланчарда, коли Джипсі виповнилося три місяці, Ді Ді переконалася, що у Джипсі апное уві сні, і почала везти її до лікарні. Але повторні ночівлі з монітором сну та інші тести не виявили ознак захворювання. Ді Ді переконалася, що її дочка має широкий спектр проблем зі здоров'ям, які вона пояснила невизначеним хромосомним розладом. У якийсь момент Ді Ді заявила, що у Джипсі м'язова дистрофія, і змусила її використовувати ходунки.
У своїй книзі Джипсі стверджує, що коли їй було п'ять років, її дідусь змусив її та Ді Ді прийняти ванну разом з ним. Вона пише, що коли їй було 7 чи 8 років, вона їхала на мотоциклі свого діда, і вони потрапили в невелику аварію, де вона отримала садно на коліні. Ді Ді сказала дівчинці, що лікарі дали їй інвалідний візок, яким вона повинна буде користуватися.
Джипсі часто їздила з батьками на Спеціальну Олімпіаду. У 2001 році Ді Ді стверджувала, що Джипсі було 8 (насправді їй було 10). Дівчинку, очевидно з інвалідністю, назвали почесною королевою Krewe of Mid-City, орієнтованого на дітей параду, який проходив під час Марді Гра в Новому Орлеані. На заході Джипсі описала себе як любительку тварин із чотирма котами та сказала, що її дідусь був її «найкращим другом».
Ді Ді отримала травму ноги, яку Джипсі пам'ятала, сталася в результаті автомобільної аварії, і їй довелося пролежати в лікарні протягом двох місяців. У той час Ді Ді та Джипсі жили з її дідусем по материнській лінії Клодом і прожили там 10 місяців. У своїй книзі 2024 року Джипсі звинувачує Клода в жорстокому поводженні з нею та її матір’ю, коли вони жили з ними.
2001 року Ді Ді почала брати доньку на з'їзди наукової фантастики та фентезі. Іноді вони ходили в костюмах, що дозволяло Джипсі зливатися з громадами.
Джипсі, здається, перестала ходити до школи після другого класу, можливо навіть у дитячому садку. Після цього мати навчала її вдома, нібито тому, що її хвороби були дуже важкими. Коментатори припустили, що натомість видалення Джипсі зі школи дозволило її матері ізолювати дівчинку, стримуючи її в її фантазіях. Джипсі стверджує, що навчилася читати самостійно за книгами про Гаррі Поттера.
Дідусь Джипсі одружився вдруге, і Ді Ді переїхала до свого батька Клода та мачухи Лаури. Пізніше члени сім'ї розповіли, що, коли готувала їжу для мачухи, Ді Ді отруїла її засобом для знищення бур'янів Раундап, що призвело до хронічної хвороби Лаури в цей період.
Протягом цього часу Ді Ді була заарештована за кілька дрібних правопорушень, у тому числі за виписування підробних чеків. Подружжя Пітрес каже, що коли вони почали сперечатися з Ді Ді щодо її поводження з Джипсі та висловили підозру щодо її ролі в поганому здоров'ї Лаури, Ді Ді пішла з дівчиною. Родина повідомила, що здоров'я Лаури, схоже, покращало.

### Переїзд до Нового Орлеана
Вони оселилися в передмісті Нового Орлеана Слайделл. Жили в державному житлі, і Бланшар виживала завдяки виплатам аліментів на дітей від свого колишнього чоловіка Рода та державній допомозі, заснованій на передбачуваних захворюваннях її дочки. Бланшар продовжувала водити свою доньку до різних спеціалістів, переважно в медичний центр Тулейн і дитячу лікарню Нового Орлеана. Іноді вона отримувала лікування для нібито проблем. Після того, як вона повідомила лікарям, що у Джипсі кожні кілька місяців були судоми, вони призначили протисудомні ліки. Протягом цього часу Джипсі довелося зробити операцію, і Ді Ді регулярно возила її до відділення невідкладної допомоги для незначних захворювань.
Як повідомляє Springfield News-Leader, Бланшар регулярно консультувався з доктором Робертом Бекерманом. Кажуть, він лікував Джипсі 10 років.
Після того, як ураган Катріна спустошив цю територію в серпні 2005 року, родина залишила зруйновану квартиру, щоб перейти до притулку в Ковінгтоні, створеного для людей з особливими потребами. У притулку прожили три місяці. Ді Ді повідомила офіційним особам, що медичні записи Джипсі та свідоцтво про народження були втрачені під час повені. Лікар у Ковінгтоні, який походив з Озарків, запропонував парі переїхати до її рідного Міссурі. Наступного місяця їх доправили туди повітрям у рамках переселення людей, які залишилися без даху над головою через Катріну.

### Переїзд до Міссурі (2005)
Спочатку Ді Ді та Джипсі жили в орендованому будинку в Орорі, на південному заході Міссурі. Під час їхнього перебування там Джипсі було відзначено найкращою дитиною 2007 року від фонду Oley Foundation, який захищає права людей, які харчуються через зонд.

### Переїзд до Спрингфілда
У 2008 році вони переїхали на схід до Спрінгфілда. Habitat for Humanity побудував для них невеликий будинок, спеціально обладнаний пандусом для інвалідних візків і гідромасажною ванною, як частину більшого проєкту на північній стороні міста. Історія матері-одиначки з дочкою з інвалідністю, яка була змушена тікати від спустошення Катріни, привернула значну увагу місцевих ЗМІ. Громада часто допомагала матері, яка тепер ідентифікується як Клауддіннея Бланшард. Хоча вона змінила написання свого імені, вона все ще носила прізвисько Ді Ді. Ді Ді регулярно встановлював зовнішній екран для показу фільмів у себе вдома і брала з людей 1 або 5 доларів за його перегляд.
Влітку 2009 року Children's Mercy Hospitals and Clinics опублікували історію про возз'єднання Ді, Джипсі та доктора Роберта Бекермана після прийому в Комплексному центрі розладів сну.
Підтримка включала багато благодійних внесків. У Луїзіані мати й донька щонайбільше користувалися випадковим перебуванням у будинках Рональда Макдональда під час медичних прийомів; у Міссурі вони отримали безкоштовні перельоти до лікарів дитячої лікарні милосердя в Канзас-Сіті, безкоштовні поїздки до Walt Disney World і перепустки за лаштунки на концерти Міранди Ламберт (де її часто фотографували з Ламберт) через фонд «Make-A-Wish». Род Бланшар також продовжував щомісяця виплачувати аліменти на дитину в розмірі 1200 доларів, а також надсилав Джипсі подарунки та час від часу розмовляв з нею по телефону (під час одного дзвінка, на її 18-й день народження, він пригадує, як Ді Ді сказала йому не згадувати реальний вік її дочки, оскільки "вона думає, що їй 14").
Род і його друга дружина сподівалися потрапити в Спрингфілд і відвідати, але з різних причин Ді Ді змінила плани. Вона розповіла своїм сусідам у Спрингфілді, що батько Джипсі був наркоманом і алкоголіком, який ніколи не змирився з проблемами здоров’я своєї доньки і ніколи не надсилав їм грошей.
Багато людей, які зустрічали Джипсі-Роуз, були нею зачаровані. Її зріст 5 футів (150 см), майже беззубий рот, великі окуляри та високий дитячий голос посилювали уявлення про те, що у неї були всі проблеми, про які говорила її мати. Ді Ді регулярно голила голову Джипсі, щоб імітувати безволосий вигляд пацієнта на хімієтерапії, нібито кажучи своїй дочці, що оскільки її ліки зрештою спричинять її випадання волосся, краще поголити його заздалегідь; Джипсі часто носила перуки або капелюхи, щоб прикрити свою лисину. Коли вони виходили з дому, Ді Ді часто брала з собою кисневий балон і трубку для годування; Джипсі-Роуз годували дитячою рідкою харчовою добавкою PediaSure навіть у її 20 років.
Ді Ді використовувала фізичне насильство, щоб контролювати Джипсі, завжди тримаючи її за руку в присутності інших. Коли вона говорила щось, що вказувало на те, що вона справді не хвора, або здавалося, що це перевищувало її передбачувані розумові здібності, вона пригадує, що мати дуже міцно стискала її руку. Коли вони залишилися наодинці, Ді Ді била її руками або вішалкою.
Медичні втручання тривали; Ді Ді обробила кілька слинних залоз Джипсі ботоксом, а потім повністю видалила, щоб контролювати її нібито слинотечу. Джипсі-Роуз пізніше стверджувала, що її мати викликала слинотечу, використовуючи місцевий анестетик, щоб знеболити ясна перед візитом лікаря. Відсутність слинних залоз у поєднанні з побічними ефектами протисудомних ліків, які їй давали, призвели до того, що її і без того кілька зубів розпалися до такої міри, що більшість її передніх зубів було видалено та замінено мостом. Трубки були імплантовані у її вуха, щоб контролювати її незліченні ймовірні вушні інфекції.
Пізніше Джипсі розповіла у своїх мемуарах «Тюремні зізнання Джипсі-Роуз», що вона страждала від знеболювальної залежності з 16 років.

### Підозри в оманливій поведінці
У вересні 2007 року Бернардо Фластерштайн, дитячий невролог, який відвідав Джипсі в Спрингфілді, запідозрив її діагноз м’язова дистрофія. Він призначив МРТ і аналізи крові, які не виявили відхилень. «Я не бачу жодної причини, чому вона не ходить», — сказав він Ді Ді під час наступного візиту після того, як побачив, що Джипсі стоїть і підтримує свою вагу. Фластерштейн зазначив, що Ді Ді не була хорошою історикинею. Зв’язавшись з лікарями Джипсі в Новому Орлеані, він дізнався, що її первісна біопсія м’язів виявилася негативною, що підриває повідомлений Ді Ді діагноз м’язової дистрофії, а також її твердження про те, що всі її записи були знищені через затоплення. Він підозрював можливість штучного розладу, нав’язаного іншому. Ді Ді вдалося отримати доступ до нотаток Фластерштейна і згодом перестала брати Джипсі до нього.
Фластерстайн не повідомив про Ді Ді в соціальні служби. Він сказав, що інші лікарі сказали йому лікувати пару в «золотих рукавичках», і сумнівався, що влада йому повірить. Наприкінці жовтня 2009 року анонім розповів поліції про те, що Ді Ді називала себе та свою доньку різними іменами та датами народження, і припустив, що здоров’я Джипсі краще, ніж стверджували. Офіцери, які провели перевірку самопочуття, прийняли пояснення Ді Ді про те, що вона використала дезінформацію, щоб ускладнити її насильницькому колишньому чоловікові знайти їх, не розмовляючи з Родом, і повідомили, що Джипсі справді має розумові відхилення.

### Зростання незалежності Джипсі
Здається, Ді Ді принаймні одного разу підробила копію свідоцтва про народження Джипсі, змінивши дату її народження на 1995 рік, щоб підтвердити твердження, що вона була ще підлітком; Пізніше в інтерв'ю Джипсі розповіла, що 14 років не була впевнена у своєму справжньому віці. Ді Ді іноді також стверджувала, що оригінал був знищений під час повені після Катріни. Ді Ді зберегла ще одну копію зі справжньою датою народження Джипсі. Джипсі пригадує, що бачила це під час одного з їхніх візитів до лікарні та розгубилася; Ді Ді сказала їй, що це була друкарська помилка.
У лютому 2011 року на науково-фантастичному з’їзді Джипсі зробила спробу втечі, яка завершилася тим, що мати знайшла її з чоловіком на ім’я Ден, з яким вона спілкувалася онлайн і познайомилася на з’їзді. Є дві версії цієї історії. За однією версією, люди на з’їзді, які знали Джипсі та Ді Ді, занепокоїлися після того, як виявили, що Джипсі була в готельному номері чоловіка; вони вважали, що дівчині було 15 років, а чоловікові 35. Сусіди стверджували, що Ді Ді представила документи з фальшивою датою народження та погрожувала повідомити поліцію, і що чоловік відпустив Джипсі.
Інша версія історії говорить, що Джипсі дізналася, що їй справді 19 років, і разом із Деном склала план втечі до Арканзасу. Вона каже, що залишила записку для Ді Ді, в якій говорилося, що вона хоче бути незалежною жінкою, і автостопом піднялася на ліфті о другій годині ночі до будинку друга Дена. Коли вона прибула туди, то виявила, що Ден умовно-достроково звільнений і йому заборонено покидати штат. Джипсі каже, що Ді Ді знайшла її, тому що вона залишила свій телефон, і Ді Ді вдалося її вистежити. Джипсі каже, що пішла добровільно, тому що Ді Ді сказала їй, що вона може продовжувати стосунки з Деном. Після цього Джипсі каже, що Ді Ді розбила молотком її комп’ютер і телефон і погрожувала зробити те саме з її пальцями, якщо вона знову спробує втекти. Джипсі стверджує, що її прикували на повідку та наручниками до ліжка, а Ді Ді морила її голодом протягом двох тижнів. Пізніше Ді Ді сказала їй, що подала документи в поліцію, стверджуючи, що вона психічно недієздатна, що змусило її повірити, що якщо вона спробує звернутися до поліції за допомогою, вони їй не повірять.
У червні 2011 року, незабаром після того, як її звільнили з ліжка, Джипсі безуспішно намагалася втекти з дому, вистріливши у свою матір 10 разів з пістолета BB, який вона спочатку вважала справжнім пістолетом. Ді Ді заявила, що тілесні ушкодження були нанесені внаслідок спроби пограбування. Приблизно в той самий час вона зазвичай ховалася від матері, щоб скористатися своїм комп’ютером, Джипсі Роуз каже, що поділилася відвертими зображеннями свого тіла в Інтернеті, щоб почувати себе добре.
У лютому 2012 року поліцію викликали невдовзі після того, як Ді та Джипсі було спіймано на крадіжці предметів мистецтва та рукоділля вартістю 21,53 долара з закладу Hobby Lobby. Речі були заховані в інвалідному візку під її ногами. Ді сказала поліції, що вони повернулися з Діснейленду і планували зробити альбом для записок. Ді сказав, що вони не мали наміру красти, що це була помилка, і вони забули повернути речі назад.
Приблизно у 2012 році Джипсі, яка продовжувала користуватися Інтернетом після того, як її мати пішла спати, щоб уникнути її посиленого нагляду, зв’язалася в Інтернеті з Ніколасом Годеджоном із Біг-Бенду, штат Вісконсін, з яким, за її словами, познайомилася на християнському вебсайті для неодружених. Годеджон, який описує своє життя як самотнє до того, як почав розмовляти з Джипсі, був заарештований 18 квітня 2013 року за мастурбацію під порнографію в McDonalds протягом 9 годин. Раніше 11 березня 2013 року йому висунули звинувачення у носінні прихованої зброї та хуліганстві, що передбачає сумарне максимальне покарання у вигляді одного року тюремного ув'язнення, 11 000 доларів США штрафу або і те і те. У нього в анамнезі є психічне захворювання, яке іноді описують як дисоціативний розлад ідентичності, а також розлад аутистичного спектру.
У 2014 році Джипсі, яка мала п’ять окремих облікових записів у Facebook, зізналася 23-річній сусідці Алеа Вудмансі, що вони з Годеджоном фліртували онлайн і що їхній обмін мав елементи БДСМ, що, за словами Джипсі, більше його цікавило. Алея вважала себе «старшою сестрою», але пізніше дізналася, що вони одного віку. Годеджон і Джипсі обговорювали втечу і навіть вибрали імена для потенційних дітей. Алея намагалася відповісти її, вважаючи, що вона замолода і, можливо, нею скористався сексуальний хижак. Вона вважала плани Джипсі лише «фантазіями та мріями» і вважала, що «нічого подібного насправді ніколи не відбудеться». Попри спроби Ді Ді перешкодити їй користуватися Інтернетом, які доходили до знищення телефону та ноутбука її доньки, а також нібито замкнення її в сараї на задньому дворі, Джипсі підтримувала зв’язок з Алеєю, яка зберегла роздруківки своїх дописів до 2014 р.
Наступного року вона організувала та оплатила зустріч Годеджона з її матір’ю в Спрингфілді. Її план полягав у тому, щоб він просто випадково «зіткнувся» з нею, коли вони з Ді Ді були в кінотеатрі, обидві в костюмах, і, очевидно, таким чином зав’язали стосунки. Пізніше вона познайомить його зі своєю матір'ю. Щойно вони вперше зустрілися особисто в березні 2015 року, коли Джипсі та її мати пішли подивитися Попелюшку (2015), Годеджон каже, що Джипсі повела його до кабінки для людей з інвалідністю у ванній кімнаті, де вони займалися сексом.
Джипсі заперечила цю інформацію, заявивши, що вони не займалися сексом і що Годеджон витягнув свій пеніс, але не зміг ерегувати. Двоє продовжили спілкування в Інтернеті та почали розробляти план вбивства Ді Ді.

## Вбивство
Отримавши вкрадені гроші, надіслані Джипсі поштою для купівлі квитка на автобус, Годеджон повернувся до Спрингфілда в червні 2015 року, прибувши, коли Джипсі та її мати були в лікарні швидкої допомоги, щоб замінити їй зонд для годування. Після того, як вони повернулися додому і Ді Ді пішла спати, він пішов до будинку Бланшарів. Джипсі впустила його і нібито дала йому клейку стрічку, рукавички та ніж із розумінням, що він використає їх для вбивства Ді Ді.
Джипсі сховалася у ванній і заткнула вуха, щоб не чути, як мати кричить. Потім Годеджон завдав Ді Ді 17 ударів ножем у спину, коли вона спала. Пізніше Годеджон стверджував, що вони мали статевий акт у кімнаті Джипсі, і що вона також зробила йому феляцію. Джипсі стверджувала, що Годеджон зґвалтував її і що сексуальний акт був примусовим. Вона стверджувала, що Годеджон сказав їй, що зґвалтує її, оскільки вона не дозволила йому зґвалтувати Ді Ді перед вбивством, як він раніше фантазував. Джипсі розповіла, що під час зґвалтування кликала на допомогу померлу матір. Вони забрали понад 4400 доларів готівкою, які Ді Ді зберігала в будинку, в основному з чеків на аліменти Рода. Вони втекли до мотелю за Спрінгфілдом, де залишилися кілька днів, поки планували свій наступний переїзд; протягом цього часу їх бачили на камерах відеоспостереження в кількох магазинах. У той момент Джипсі сказала, що вона вважала, що ці двоє зійшли з рук.
Вони надіслали знаряддя вбивства до дому Годеджона у Вісконсіні, щоб їх не спіймали з ним, а потім поїхали туди автобусом. Кілька свідків, які бачили пару по дорозі на станцію Greyhound, відзначили, що Джипсі була в світлій перуці і ходила без сторонньої допомоги.

## Розслідування та арешти
Після того, як з облікового запису Ді Ді були опубліковані тривожні статуси у Facebook, а телефонні дзвінки залишилися без відповіді, кілька друзів і сусідів пішли до будинку. Хоча вони знали, що вони часто виїжджали в медичні поїздки без попередження, вони побачили модифіковану машину Ді Ді все ще на під’їзді, що робило це малоймовірним. Захисна плівка на вікнах ускладнювала огляд всередині при слабкому освітленні. Двері ніхто не відчинив, тож друзі, які зібралися, подзвонили за номером 9-1-1. Коли поліція прибула, їм довелося чекати, поки видадуть ордер на обшук, перш ніж вони могли увійти, але вони дозволили одному з присутніх сусідів залізти у вікно, де він побачив, що всередині будинку майже нічого не було, і що інвалідні візки все ще були присутні.
Коли було видано ордер, поліція увійшла в будинок і знайшла тіло Ді Ді. Обліковий запис GoFundMe було створено для оплати витрат на її поховання та, можливо, Джипсі. Знайомі Бланшард побоювалися, що навіть якби Джипсі не постраждала, вона була б безпорадною без свого інвалідного візка, ліків і допоміжного обладнання, такого як кисневі балони та трубка для годування.
Вудменсі, яка була серед тих, хто зібралися на галявині Бланчардів, розповіла поліції, що вона знала про Джипсі та її таємного хлопця. Вона показала їм збережені роздруківки, на яких було його ім’я. Ґрунтуючись на цій інформації, поліція відстежила IP-адресу, з якої надходили дописи до облікового запису Ді Ді, у Вісконсін, і наступного дня поліцейські служби округу Вокеша провели обшук у домі Годеджона в Біг-Бенді. Годеджон і Джипсі здалися та були взяті під варту за звинуваченням у вбивстві та тяжкому збройному злочині.
Звістку про те, що Джипсі в безпеці, сприйняли з полегшенням у Спрингфілді, куди її та Годеджона незабаром екстрадували та взяли під заставу в 1 мільйон доларів. Але, оголошуючи цю новину, шериф округу Грін Джим Арнотт попередив, що «все не завжди є таким, як виглядає». ЗМІ в Спрингфілді незабаром повідомили, що Джипсі ніколи не хворіла і завжди могла ходити, але її мати змусила її вдавати протилежне, використовуючи фізичне насильство, щоб контролювати її. Арнотт закликав людей не жертвувати гроші родині, доки слідчі не дізнаються масштаби шахрайства.
Незапечатаний ордер на обшук показав, що Джипсі мала щонайменше п’ять акаунтів у Facebook. "Нік сказав слідчим, що у Джипсі було так багато різних облікових записів у Facebook, що він не міг згадати їх усіх". Облікові записи: Ніколас Годеджон, Ніколас Белла Роуз, Сноуджипсі Бланшар, Джипсі Подорож, Молитва за ДіДі та Джипсі, Белла Роуз і Джипсі Роуз попросили шукати разом із будь-якими додатковими обліковими записами Facebook, пов’язаними з адресами електронної пошти Джипсі. «У попередніх ордерах говориться, що друзі сказали слідчим, що Джипсі мала альтернативні облікові записи у Facebook під іменами Емма Роуз і Девона Вулф, де вона нібито «лайкала» фотографії садомазохізму».

## Звинувачення
Після розкриття того, як Ді Ді поводилася з Джипсі, симпатія до неї як до жертви жорстокого вбивства швидко перейшла до її доньки як довготривалої жертви насильства про дітей. Хоча звинувачення у вбивстві першого ступеня може передбачати смертну кару згідно із законодавством штату Міссурі або довічне покарання без умовно-дострокового звільнення, прокурор округу Ден Паттерсон оголосив, що не буде вимагати смертної кари ні для Джипсі, ні для Годеджона, назвавши цю справу "надзвичайною та незвичайною". Після того, як її адвокат отримав її медичні записи з Луїзіани, він домігся угоди про визнання провини у вбивстві другого ступеня для Джипсі. До цього моменту вона настільки недоїдала, що протягом року, коли вона була у в’язниці округу, її адвокат сказав, що вона набрала 14 фунтів (6,4 кг), на відміну від більшості його клієнтів, які зазвичай худнуть у цій ситуації. У липні 2016 року вона прийняла угоду про визнання провини та була засуджена до 10 років позбавлення волі.
Годеджону все ж висунули суворіше звинувачення, оскільки прокурори стверджували, що він був ініціатором змови про вбивство, а він і Джипсі погодилися, що це він убив Ді Ді. Він також зазнав більш суворого кримінального переслідування через інші особисті обставини; Годеджон отримав менше співчуття та розуміння через відсутність участі в насильстві. Угода про визнання винуватості Джипсі не вимагала від неї свідчень проти нього. У січні 2017 року суд над ним було відкладено, коли прокуратура вимагала повторного психіатричного огляду; його адвокати стверджують, що він має коефіцієнт інтелекту 82 і перебуває у спектрі аутизму, припускаючи, що він має знижені здібності. Спочатку він відмовився від свого права на суд присяжних, але передумав у червні того ж року.
У грудні 2017 року суддя призначив судовий процес над Годеджоном на листопад 2018 року. У своїй вступній промові прокурори стверджували, що Годеджон обговорював більше року перед злочином, тоді як його адвокати вказали на його аутизм і сказали, що Джипсі сформулювала злочин і їхній закоханий клієнт зробив, як вона просила. Наступного дня прокурори показали присяжним текстові повідомлення, іноді відверто сексуального характеру, якими Джипсі та Годеджон ділилися за тиждень до вбивства, часто використовуючи різні особи, а також ніж, який він використав для вбивства. У деяких текстах він запитував у неї подробиці про кімнату Ді Ді та її звички спати. Вони були доповнені відеозаписом його інтерв’ю з поліцією після арешту, де він зізнався, що вбив її.
Джипсі дала свідчення на третій день суду. Вона сказала, що, хоча вона дійсно пропонувала Годеджону вбити Ді Ді, щоб покласти край жорстокому поводженню її матері, вона також розглядала можливість завагітніти від нього в надії, що Ді Ді доведеться прийняти його. Разом із ножем, який вона дала Годеджону, вона вкрала дитячий одяг у Walmart під час походу по магазинах, щоб могти продовжити будь-який план. Однак, за її словами, Годеджон ніколи не говорив їй, що він думає про план вагітності.
Через чотири дні справу передали на розгляд присяжних. Присяжні мали можливість визнати Годеджона винним в одному з трьох звинувачень у вбивстві — ненавмисне вбивство, вбивство другого або першого ступеня — або невинним. Після приблизно двох годин нарад вони повернулися з вироком: винними у вбивстві першого ступеня та збройних злочинах. У лютому 2019 року його засудили до довічного ув’язнення за вбивство, що було єдиним можливим варіантом, оскільки прокуратура відмовилася вимагати смертної кари. Годеджон попросив суддю Девіда Джонса про поблажливість щодо обвинувачення у збройних злочинах, яке передбачає мінімальне покарання у вигляді лише трьох років, заявивши, що він «сліпо закохався» в Джипсі. За цим звинуваченням він отримав 25 років ув'язнення, що одночасно з довічним ув'язненням.
Джонс також відхилив клопотання адвоката Годеджона Девейна Перрі про новий судовий розгляд. Перрі стверджував, що присяжним не слід було дозволити почути, що Годеджон думав зґвалтувати Ді Ді в ніч вбивства, а також стверджував, що державному психологу не слід було дозволити давати свідчення, а психолог Годеджона мав би це зробити, щоб встановити, що він мав знижену дієздатність. Відхиляючи клопотання, Джонс визнав, що апеляційний суд міг би визнати останній пункт суттєвим і вважати його оборотною помилкою. Під час апеляційного слухання Годеджона було показано відео, на яких показано, як Джипсі емоційно маніпулює Годеджоном, а також відео з інструкціями, як вдарити Ді Ді. Запитали, чому вони не були використані в судовому процесі. Ден надав свідчення на суді, що Джипсі та він підтримували зв’язок через відеочати». Він каже, що від неї він розвинув смак до рольової гри обміну владою. Він каже, що вона надсилала оголені фотографії, одягалася в костюми, і використовує різні вигадані імена, що він був поранений, і що Джипсі відвідувала його, коли він був у лікарні. Вона сказала йому, що хоче поїхати в Арканзас, щоб почати своє життя".
Наприкінці 2023 року громадський захисник Тайлер Койл подав апеляцію, вимагаючи нового суду над Годеджоном. Строк, коли суди мають розглянути запит, не встановлено.

## Наслідки та реакції

### Реакція громади
Сусіди Бланшарів були шоковані, дізнавшись, що хвороби Джипсі вигадані. Алея Вудмансі, чия інформація про її стосунки з Годеджоном привела поліцію до пари наступного дня після того, як було виявлено тіло Ді Ді, сказала, що вона заплакала від недовіри, почувши, що Джипсі ніколи не була хворою або не мала інвалідності. Її мати пригадала, як усі прийняли твердження Ді Ді, не вимагаючи доказів, і подумала, чи мати та донька таємно сміялися з наївності своїх сусідів. Кім Бланшар (не родич), яка викликала заступника шерифа додому напередодні ввечері, сказала: «У що я вірила? Як я могла бути такою дурною?». Понад 60 людей відвідали вечірку зі свічками для Ді Ді в центрі Спрінгфілда в ніч після виявлення тіла.
На пресконференції Арнотт сказав про цей випадок: «[Спрінгфілд] — спільнота, що дарує, ми оточуємо людей любов’ю та фінансами, які, на нашу думку, цього потребують. Однак часто нас обманюють, і я думаю, що це зараз так вірно, в даному випадку під рукою». Лише одна з благодійних організацій, які допомагали Бланшарам, висловилася після викриття. Прес-секретар Habitat for Humanity, чиї волонтери побудували будинок Бланчардів разом з іншими на їхній вулиці, сказав: «Ми просто дуже, глибоко засмучені цією ситуацією».

### Сім'я
Родина Ді Ді в Луїзіані, яка каже, що багато років тому сперечалася з нею щодо її ставлення до Джипсі, не оплакувала її. Її батько, мачуха та племінник, які першими поділилися подробицями справжнього здоров’я Джипсі-Роуз, коли вона вперше почала користуватися інвалідним візком, пізніше сказали, що Ді Ді заслуговує на свою долю і що Джипсі покарали настільки, наскільки їй потрібно. Ніхто з них не заплатив за її похорон, і батько й мачуха змили її попіл в унітаз.
Род Бланшар, батько Джипсі, був більш поблажливий. «Я думаю, що проблема Ді Ді полягала в тому, що вона започаткувала павутину брехні, і після цього було нікуди втекти», — сказав він BuzzFeed. «[Я] схоже на торнадо». Він був щасливий, коли вперше побачив відео, як Джипсі гуляє своїми силами.

### Джипсі-Роуз після відбуття покарання
Я відчуваю себе більш вільною у в'язниці, ніж коли живу з мамою. Тому що тепер мені дозволено просто жити як нормальна жінка. —  Джипсі-Роуз Бланшар. 
Джіпсі відбувала покарання у виправному центрі Чіллікот штату Міссурі і не спілкувалася із ЗМІ, доки не заявила прохання. Коли вона це зробила, вона розповіла репортерці BuzzFeed Мішель Дін, що вона змогла дослідити синдром Мюнхгаузена через проксі (тепер відомий як фіктивний розлад, нав’язаний іншому) на тюремних комп’ютерах, і її мати мала всі симптоми. «Я думаю, що вона була б ідеальною мамою для людини, яка справді була хвора», — сказала вона. Вона повірила твердженням Ді Ді про те, що вона хвора на рак, хоча знала, що може ходити та їсти тверду їжу, що змусило її погодитися на регулярне гоління голови. Але вона завжди сподівалася, що лікарі побачать цю хитрість, і була розчарована тим, що ніхто, крім Фластерштейна, не зробив цього.
Коли Дін запитала її, що спонукало її вирватися з цієї ситуації, вона згадала випадок 2011 року на конгресі наукової фантастики, який змусив її замислитися, чому їй не дозволено мати друзів, як іншим її віку. Хоча вона сказала, що Годеджон втілив їхні пусті дискусії про вбивство в реальність, вона визнає, що вчинила злочин і має жити з наслідками. Тим не менш, вона сказала, що сподівається допомогти іншим жертвам насильства.
За словами експерта Марка Фельдмана, жертви синдрому Мюнхгаузена часто уникають лікарів і лікарень у своєму подальшому житті через постійні проблеми з довірою. У книзі Джипсі вона каже Мелісі Мур, що коли вийде з в'язниці, вона хоче звернутися до терапевта, попрацювати над носом, займатися спортом і харчуватися здоровіше. За словами її сім’ї, Діна та документалістки Ерін Лі Карр, Джипсі іноді демонструє таку ж соціопатичну маніпулятивну поведінку, як і її мати, яка протягом більшої частини її життя була її єдиним зразком для наслідування. «Вона вже справді психологічно скомпрометована, і їй знадобиться якомога більше сімейної підтримки», — сказав Фельдман виданню Vulture після перегляду документального фільму Карра «Мамочка мертва та найдорожча», в якій він з’являється. Він також зазначає, що посттравматичний стресовий розлад, ймовірно, буде проблемою її подальшого розвитку. «Сподіваюся, вони знайдуть когось, де б вона не оселилася, хто готовий надати підтримуючу психотерапію».
27 червня 2022 року Джипсі одружилася з Раяном Скоттом Андерсоном. Однак через три місяці після її звільнення в березні 2024 року вони розлучилися.
29 вересня 2023 року Департамент виконання покарань штату Міссурі підтвердив, що Джипсі було звільнено до умовно-дострокового звільнення, і вона була звільнена 28 грудня 2023 року після того, як відбула 85% свого покарання відповідно до закону штату.

### Медична спільнота
Фластерштейн, дитячий невролог, який вважав, що Джипсі здатна ходити самостійно, і написав у своїх записах, що він підозрює синдром Мюнхгаузена через довіру, каже, що це був лише другий подібний випадок, з яким він коли-небудь стикався. Пізніше в 2015 році він дізнався про вбивство Ді Ді, коли колишня медсестра надіслала йому новини електронною поштою. — Бідна Джипсі, — сказав він. «Вона страждала всі ці роки, і без причини». Він сказав Діну, що хотів би зробити більше.
Фельдман, говорячи про документальний фільм Карра з Vulture, звинувачує Карра в тому, що Фластерштайн виглядає героєм історії. «Він мав глибоке нерозуміння своїх обов’язків як лікаря, а також вимог законодавства повідомляти про підозру в насильстві або нехтуванні», — сказав Фельдман. У фільмі погоджується твердження Фластерштейна про те, що в останньому випадку від нього вимагали лише повідомити Службу захисту дітей, але, за словами Фельдмана, як тільки він включив Мюнхгаузена через довіреність у свій список можливих діагнозів, він був зобов’язаний зробити звіт. «Ця головоломка виникає в кожному випадку, коли незліченна кількість лікарів оцінювали пацієнта, можливо, мали запитання, які вони тримали при собі, і просто продовжували лікувати або давати направлення і таким чином відмовитися від випадку».
Хоча офіційний діагноз Мюнхгаузена за довіреністю Ді Ді неможливо поставити, Фельдман сказав Springfield News-Leader після визнання провини Джипсі, що він може з упевненістю сказати, що це було у Ді Ді, виходячи з того, що він знав про цю справу. «Джипсі була інфантилізована і трималася подалі від однолітків», — сказав він. «Для Ді Ді вона була лише інструментом, за допомогою якого вона орієнтувалася у світі так, як їй хотілося». Він сказав, що за 24 роки, які він досліджував розлад, було «безпрецедентним» вбивство жорстокої матері, як це зробила Джипсі.

## У масовій культурі

### фільми
HBO створив документальний фільм «Мамочка мертва та найдорожча», 2017, режисерки Ерін Лі Карр про вбивство та його зв’язок із фіктивним розладом, нав’язаним іншому. Телефільм містить кадри допитів та ексклюзивні інтерв’ю з Годеджоном і Джипсі Бланшар.

### телебачення
13 серпня 2017 року телеканал Sony Entertainment Television серії CID показав епізод під назвою «Смерть у соціальних мережах», заснований на цій справі. Це змінило місце дії на Індію. За словами Sony, персонажі Арія та Анчал були засновані на Джипсі та її матері Ді Ді Бланшар відповідно.
21 листопада 2017 року мережеве ток-шоу «Доктор Філ» CBS, епізод «Мати знає краще: історія Мюнхгаузена через довіру та вбивство», показало інтерв’ю з Джипсі, її батьком Родом Бланшаром і мачухою.
5 січня 2018 року Американська телерадіомовна компанія (ABC) випускає новини та інформаційну серію «Доброго ранку, Америка», випустила ексклюзивне тюремне інтерв’ю з Джипсі в сегменті під назвою «Мати всіх вбивств».
Того ж дня; серія 20/20 епізоду журналу ABC Network News "The Story of Gypsy Blanchard". Він складався з першого мережевого інтерв’ю Джипсі з в’язниці, а також інтерв’ю з Годеджоном.
29 січня 2018 року серіал Investigation Discovery «Вбивство Джеймса Паттерсона — це назавжди», епізод «Мати всіх вбивств», сезон 1, епізод 2.
6 листопада 2018 року Investigation Discovery показав двогодинний документальний фільм «Помста Джипсі». Інтерв'ю з Джипсі брали під час ув'язнення. Під час інтерв'ю вона описує свої стосунки з Ді Ді. Опитуються Род, різні родичі, друзі, державні службовці та Годеджон.
26 січня 2019 року «Кохання до смерті» вийшло в ефір на Lifetime, драматизувавши цю справу як «натхненну реальними подіями». Марсія Гей Гарден зіграла Ді Ді, Емілі Скеггс — Джипсі, Бреннан Кіл Кук — Ніка, а Тейт Донован — Рода. У більшості сцен, де її героїня була безволосою, Скеггс довелося носити лисину. «Якщо я думаю про це, кожен підліток колись хоче вбити своїх батьків», — сказала Гарден TV Insider.
20 березня 2019 року потоковий сервіс Hulu анонсував справжній кримінальний серіал Вдавання. Мінісеріал із восьми епізодів заснований на статті Мішель Дін на BuzzFeed 2016 року. Дін була виконавчою продюсеркою і сценаристкою першого сезону. Джої Кінг зіграла Джипсі і була номінована на «Еммі» за свою гру; вона поголила голову заради ролі. Патриція Аркетт зіграла Ді Ді та отримала Еммі за свою гру. Крісті Бланшар, одна із сусідок Джипсі, стверджує, що Мішелл Дін сказала їй по телефону, що Бланшар отримає 50% грошей, які були зароблені на самому шоу. Незважаючи на це, Джипсі, яка, мабуть, була засмучена шоу, погрожувала подати до суду через відсутність згоди на використання її імені та історії життя, жодних судових заходів не було вжито, і повідомляється, що Джипсі сказала це через гнів.
13 липня 2019 року мережа Oxygen випустила в ефір 12 епізод 12 сезону «Snapped: Killer Couples: Gypsy Rose & Nick: A Love to Kill for», який розглядає стосунки Джипсі та Годеджона та містить інтерв’ю з Годеджоном із в’язниці.
27 вересня 2019 року веб-серіал Netflix «Політик», персонажі Інфініті Джексон, Рікардо та Дасті Джексон відповідно засновані на Джипсі Бланшар, Ніколасі Годеджоні та Ді Ді Бланшар.
5 січня 2024 року, приблизно через тиждень після звільнення Бланшар, телеканал Lifetime TV випустив документальний серіал із шести частин під назвою «Тюремна сповідь Джипсі Роуз Бланшар».

## Зовнішні посилання
- Treasures - Summer 2009 - Children's Mercy Hospitals and Clinics. Yumpu (англ.). Процитовано 6 лютого 2024. Yumpu is not a news site; it is self-publishing of magazines and documents by institutions or whatever - not a Reliable Source
- Gypsy Rose Part 1: Mom says daughter suffered from illnesses and needed wheelchair, feeding tube. ABC News. 6 січня 2018. Архів оригіналу за 18 листопада 2021.
- Gypsy Rose Part 2: Woman allegedly suffering from multiple illnesses arrested for mom's murder. ABC News. 6 січня 2018. Архів оригіналу за 18 листопада 2021.
- Gypsy Rose Part 3: Gypsy Blanchard on what happened the night mom was stabbed to death. ABC News. 13 березня 2019. Архів оригіналу за 18 листопада 2021.
- Gypsy Rose Part 4: Woman once praised for battle with illness revealed to have never been sick. ABC News. 13 березня 2019. Архів оригіналу за 18 листопада 2021.
- Mother Knows Best: A Story of Munchausen by Proxy and Murder. IMDb.com, Inc. Архів оригіналу за 8 березня 2021. Процитовано 4 грудня 2018.

## Дивись також
- Джипсі Роуз Бланшар
- Синдром Мюнхгаузена
- «Мамочка мертва та найдорожча»
- Вдавання